# بول جون هوغان
بول جون هوغان (يٌكتب بصفة عامة ب. ج. هوغان) (بالإنجليزية: Paul John Hogan)‏ هو كاتب سيناريو ومخرج أسترالي، وٌلد في 30 نوفمبر من سنة 1962 في بريزبان (أستراليا).

## السيرة الذاتية

### الطفولة
ولد هوغان في بريزبان، كوينزلاند، أستراليا، لكنه عاش معظم طفولته في نيوساوث ويلز ثم التحق بعدها بثانوية إس تي باتريكس، كما صرح سابقا أنه قضى وقتا عصيبا في الثانوية، حيث سقط ضحية للعديد من الأمور، وبخصوص فيلمه عقلية (بالإنجليزية: Mental)‏ فقد قام بإنتاجه ليحكي ويروري فيه عن السنوات العصيبة التي مر بها عندما كان لا يزال مراهقا.

### الحياة الخاصة
تزوج بول جون هوغان بالمخرجة الأسترالية جوكلين مورهوس.

## المسيرة المهنية
بدأ هوغان مسيرته المهنية بعدما أخرج وكتب سيناريو فيلمه الأول غيتينج ويست (بالإنجليزية: Getting west)‏ وذلك سنة 1986، حيث حصل على جائزة أكتا لأفضل فيلم خيال قصير، ثم عمل على إخراج العديد من الأفلام بعدها، وفي سنة 1991 شارك هوغان في فيلم برهان كمخرج مساعد، وفي بدايات التسعينات كتب بول جون العديد من سيناريوهات مجموعة من المسلسلات.
مسيرته الفنية الحقيقة أو يالأحرى شهرته بدأت حتى سنة 1994 وذلك بعدما أشرف على كتابة وإخراج الفيلم زواج موريال، حيث ساعد مجموعة من الممثلين على بداية مسارهم الفني وذلك عبر إشراكهم في هذا الفيلم على غرار توني كوليت وراشال غريفيت، كما ترشح لنيل جائزة أكتا كأفضل مخرج. نجاح هذا الفيلم جعل جوليا روبرتس تختاره من أجل العمل على إخراج فيلم زواج أعز صديق سنة 1997 رٌفقة كل من كاميرون دياز وديرموت مولروني.

## قائمة أعماله

### كمخرج
| عنوان الفيلم         | العنوان الأصلي         | سنة الإخراج |
| -------------------- | ---------------------- | ----------- |
| جيتينج ويت           | Getting Wet            | 1984        |
| ذو هامبتي دامبتي مان | The Humpty Dumpty Men  | 1986        |
| سلوث                 | Sloth                  | 1993        |
| زواج موريال          | Muriel's wedding       | 1994        |
| زواج أعز صديق        | My best Freind wedding | 1997        |
| حب عجيب              | Unconditional Love     | 2002        |
| بيتر بان             | Peter Pan              | 2003        |
| عقلية                | Mental                 | 2012        |

### ككاتب سيناريو
| عنوان الفيلم         | العنوان الإصلي        | المخرج      | سنة الإصدار |
| -------------------- | --------------------- | ----------- | ----------- |
| جيتينج ويت           | Gettg wet             | هو المخرج   | 1984        |
| ذو هامبتي دامبتي مان | The Humpty Dumpty Men | هو المخرج   | 1986        |
| سكريتس               | Scirts                | إيان غيلمور | 1990        |
| بيتر بان             | Peter Pan             | هو المخرج   | 2003        |
| عقلية                | Mental                | هو المخرج   | 2012        |

## روابط خارجية
- بول جون هوغان على موقع IMDb (الإنجليزية)
- بول جون هوغان على موقع ألو سيني (الفرنسية)
- بول جون هوغان على موقع ميوزك برينز (الإنجليزية)
- بول جون هوغان على موقع أول موفي (الإنجليزية)
- بول جون هوغان على موقع بوكس أوفيس موجو (الإنجليزية)
- بول جون هوغان على موقع قاعدة بيانات الأفلام السويدية (السويدية)
- بول جون هوغان على موقع إن إن دي بي (الإنجليزية)
- بول جون هوغان على موقع قاعدة بيانات الفيلم (الإنجليزية)
- بول جون هوغان على موقع كينوبويسك (الروسية)